# Päivi Lepistö

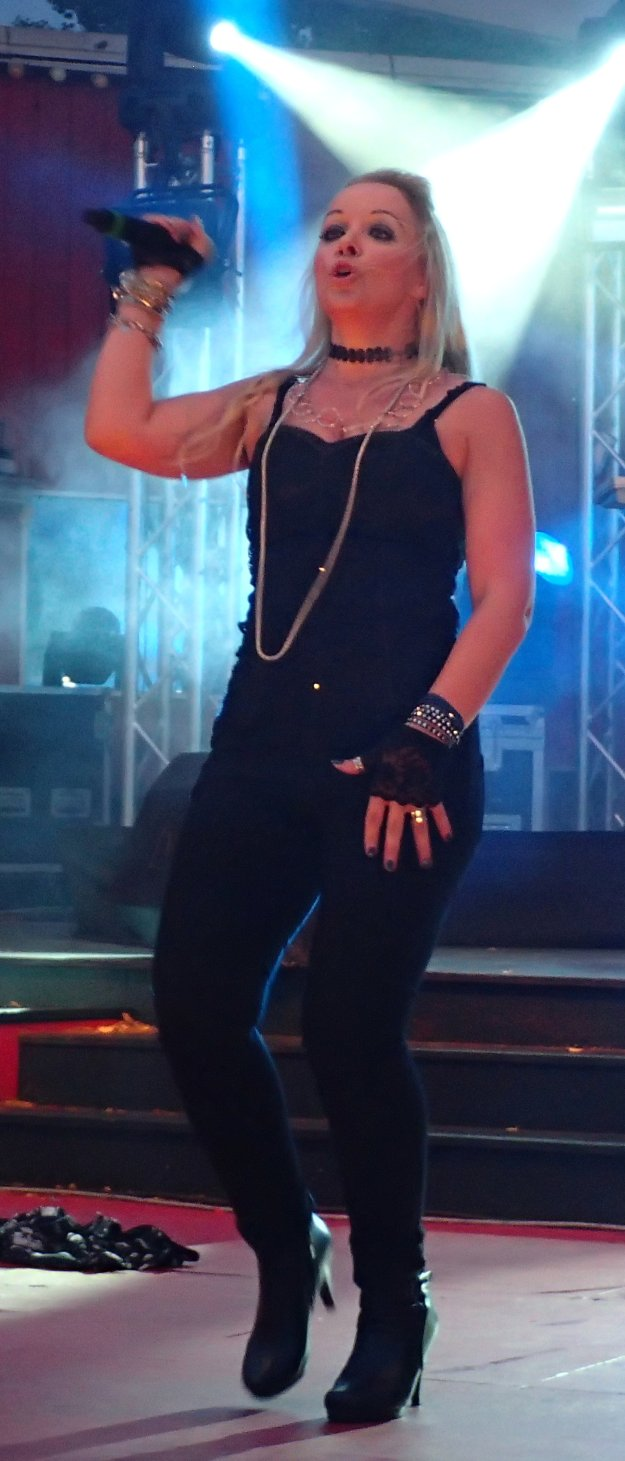
Päivi Lepistö in concerto nel 2016

Päivi Elina Lepistö (Helsinki, 15 maggio 1973) è una cantante finlandese.

## Biografia
Päivi Lepistö è salita alla ribalta nel 1994 come cantante del gruppo eurodance Movetron, con il quale ha pubblicato cinque album prima del suo scioglimento nel 2000. La cantante ha quindi avviato la sua carriera da solista con il singolo En kaipaa sua, che ha debuttato alla 7ª posizione della Suomen virallinen lista, rimanendo in top 20 per undici settimane. Il singolo è contenuto nell'album Yöperhonen, uscito nel 2002, che ha raggiunto il 18º posto nella classifica nazionale. Nel 2007 i Movetron sono ritornati in attività, sempre con Päivi Lepistö come cantante.

## Discografia

### Album in studio
- 2002 – Yöperhonen

### Singoli
- 2001 – En kaipaa sua
- 2001 – Kuinka voit?
- 2002 – Poissa silmistä
- 2002 – Mä tuun, mä meen

#### Come featuring
- 2004 – Romeo & Julia (Aerophonic Space feat. Päivi Lepistö)